# The Second Barbra Streisand Album
The Second Barbra Streisand Album – album amerykańskiej piosenkarki Barbry Streisand, wydany w 1963 roku nakładem Columbia Records. Płyta dotarła do miejsca 2. na liście Billboard 200 w USA i pokryła się tam złotem.

## Lista utworów
Strona A
| 1. | „Any Place I Hang My Hat Is Home” | 2:45  |
|    |                                   |       |
| 2. | „Right as the Rain”               | 3:25  |
|    |                                   |       |
| 3. | „Down with Love”                  | 3:42  |
|    |                                   |       |
| 4. | „Who Will Buy?”                   | 3:32  |
|    |                                   |       |
| 5. | „When the Sun Comes Out”          | 3:23  |
|    |                                   |       |
|    |                                   | 16:47 |
|    |                                   |       |
Strona B
| 1. | „Gotta Move”                    | 2:01  |
|    |                                 |       |
| 2. | „My Coloring Book”              | 4:11  |
|    |                                 |       |
| 3. | „I Don’t Care Much”             | 2:52  |
|    |                                 |       |
| 4. | „Lover, Come Back to Me”        | 2:18  |
|    |                                 |       |
| 5. | „I Stayed Too Long at the Fair” | 4:21  |
|    |                                 |       |
| 6. | „Like a Straw in the Wind”      | 4:46  |
|    |                                 |       |
|    |                                 | 20:29 |
|    |                                 |       |

## Twórcy
- Barbra Streisand – śpiew
- Mike Berniker – producent
- Peter Matz – aranżacje
- Fred Plaut i Frank Lacio – inżynierzy dźwięku
- John Berg – szata graficzna
- Wood Kuzoumi – fotografia
- Jule Styne – esej

## Notowania
| Kraj                              | Pozycja |
| --------------------------------- | ------- |
| Stany Zjednoczone (Billboard 200) | 2       |

## Certyfikaty
| Kraj                     | Certyfikat  |
| ------------------------ | ----------- |
| Stany Zjednoczone (RIAA) | złota płyta |